# Équipe de France de cécifoot
L'équipe de France de cécifoot, aussi appelé football à 5, est une sélection des meilleurs footballeurs français malvoyants et non-voyants, constituée sous l'égide de la Fédération française handisport (FFH).
Triple championne d'Europe en 2009, 2011 et 2022, vice-championne paralympique en 2012 à Londres, l'équipe de France s'adjuge pour la première fois le titre paralympique lors des Jeux de Paris 2024.

## Histoire
En mars 1998, le cécifoot est reconnu officiellement en France. L'équipe nationale est créée dans la foulée par Alain Poitier. En catégorie B1, le tout premier déplacement international de l’équipe de France a lieu en septembre 1998 à Sanremo (Italie) lors d’un tournoi amical.
La sélection française B1 connaît sa première compétition internationale l'année suivante lors du second championnat d’Europe. À Porto (Portugal) en juin 1999, la France termine cinquième sur autant de nations engagées. En B2/B3, les Bleus terminent aussi cinquièmes sur sept nations engagées au second championnat d’Europe de la catégorie B2/B3 à Minsk (Biélorussie) en octobre 1999.
La sélection monte en puissance dans les années 2000 avec six podiums européens consécutifs entre 2003 et 2013, dont deux titres consécutifs en 2009 et 2011. Les Bleus sont aussi vice-champions du monde 2011 et médaillés d'argent aux Jeux paralympiques de 2012. À Londres, pour leur premier match, les Français tiennent en échec les doubles tenants du titre brésiliens (0-0). Après une victoire en demi-finale face à l'Espagne (2-0), ils atteignent la finale face au Brésil mais s'inclinent cette fois 2-0, avec de nombreux sauvetages du gardien français Jonathan Grangier. La rencontre est retransmise en direct à la télévision française sur France Ô, une première dans l’histoire du sport paralympique français.
Les années 2010 sont plus ternes pour la sélection B1. Des désaccords fédéraux poussent l’entraîneur Toussaint Akpweh vers la sortie. Le départ de ce dernier, également chargé du club de Bordeaux, entraîne le retrait de tous les internationaux bordelais, dont Frédéric Villeroux. Les Bleus ne se qualifient pas aux Jeux de Rio 2016.
Lors de l'Euro 2017, la France termine à la quatrième place, battue en demi-finale aux tirs au but par le futur vainqueur russe puis par l'Angleterre (0-2) dans le match pour la troisième place.

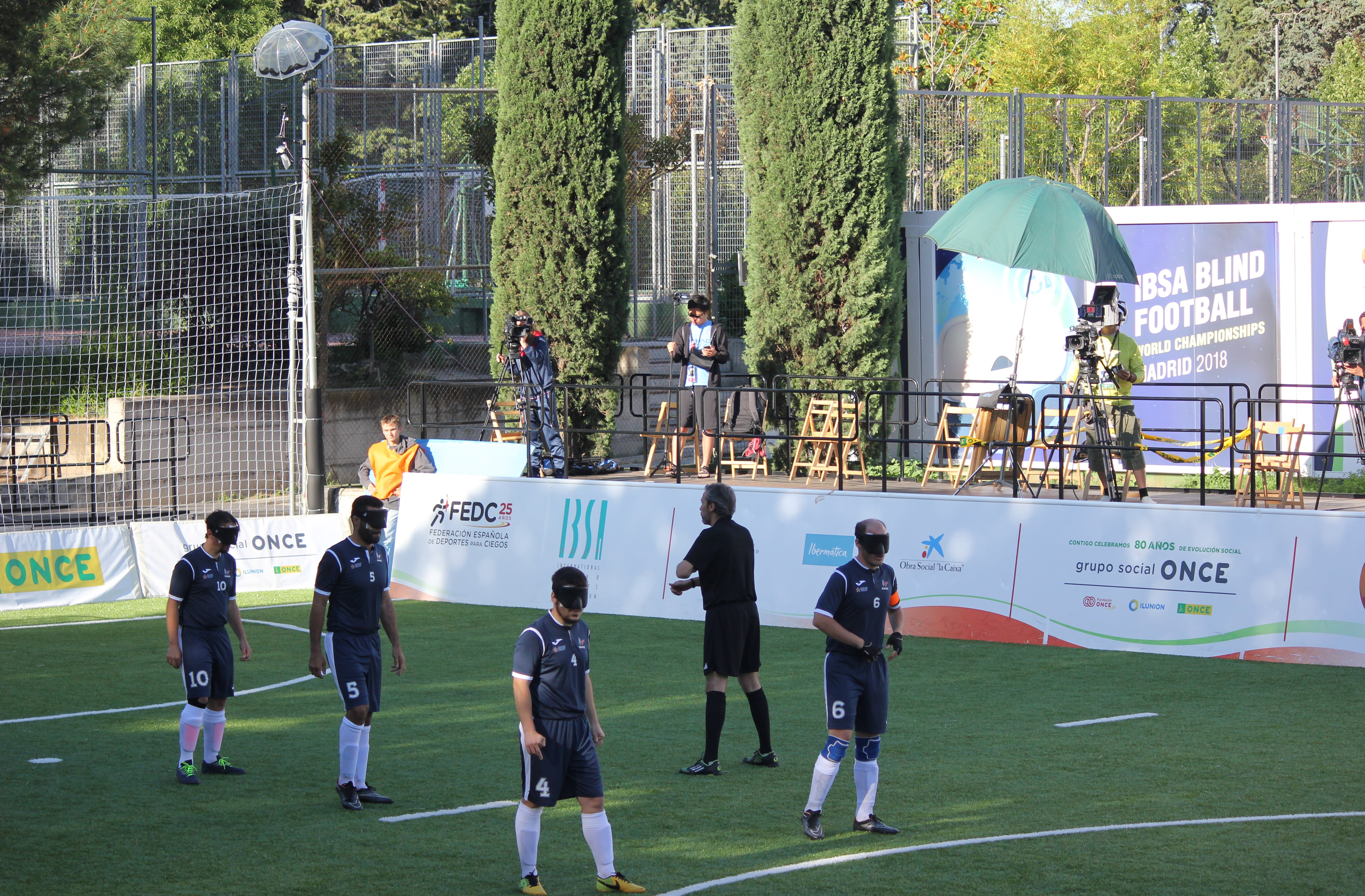
L'équipe lors du Championnat du monde 2018.

Après la désillusions aux Mondiaux 2018 (avant-dernier), la France est vice-championne continentale en 2019, ce qui lui assure la qualification pour les Jeux paralympiques de Tokyo. À l'été 2021, les Bleus sont éliminés avec deux défaites lors des deux premières journées. Suivent deux autres revers et une huitième place finale sur autant d'équipes.
Le 7 septembre 2024, les Bleus battent l'équipe d'Argentine en finale du tournoi paralympique 2024 (3 tirs au but à 2, après 1-1 à l'issue du temps réglementaire) et remportent leur première médaille d'or dans cette compétition. 

## Palmarès B1 (non-voyant)

### Titres et trophées
Les premiers résultats significatifs de l’équipe de France de cécifoot arrivent à partir de 2003 et les premières victoires européennes. Ensuite, à Nantes en 2009 et à Aksaray en Turquie en 2011, les Bleus remportent deux Championnats d'Europe consécutifs. Lors des Jeux paralympiques d'été de 2012 à Londres, l’équipe de France parvient en finale, battue 2-0 par le Brésil et obtient la médaille d’argent. Champions d'Europe pour la troisième fois en 2022, les Français sont sacrés champions paralympiques à Paris en 2024, grâce à leur victoire aux tirs au but face à l'Argentine en finale.
| - Jeux paralympiques - Vainqueur : 2024 - Finaliste : 2012 - Championnat d'Europe (3) - Champion : 2009, 2011 et 2022 - Finaliste : 2005, 2013 et 2019 - 3e : 2003 et 2007 - Autres tournois - Tournoi international de Madrid 2012 : 5e - Tournoi international Cécifoot Lions de Noisy-le-Sec 2014 : 3e - Tournoi international Égypte 2015 : 2e |

### Bilan par compétition

#### Jeux paralympiques
| Année     | Position     |
| --------- | ------------ |
| 2004      | 5e           |
| 2008      | non qualifié |
| 2012      | 2e           |
| 2016      | non qualifié |
| 2020 2021 | 8e sur 8     |
| 2024      | 1re          |

#### Championnat du monde
| Année | Position |      | Année      | Position |
| 1998  | ? sur 6  | 2010 | 5e sur 10  |          |
| 2000  | ? sur 8  | 2014 | 9e sur 12  |          |
| 2002  | 9e sur 9 | 2018 | 15e sur 16 |          |
| 2006  | 5e sur 8 | 2022 |            |          |

#### Championnat d'Europe
De 2003 à 2013, la France est présent sur six podiums consécutifs aux Championnats d'Europe.
| Année | Position |      | Année    | Position |          | Année | Position |
| 1999  | 5e sur 5 | 2007 | 3e       | 2015     | 5e       |       |          |
| 2001  | 4e       | 2009 | Champion | 2017     | 4e       |       |          |
| 2003  | 3e       | 2011 | Champion | 2019     | 2e       |       |          |
| 2005  | 2e       | 2013 | 2e       | 2022     | Champion |       |          |

### Détails des matchs aux Jeux paralympiques
Tournoi de Football à 5 aux Jeux paralympiques d'été de 2004 d'Athènes
| JP 2004 - groupe | Brésil | 4 - 0 | France |                             |
|                  |        |       |        | Complexe olympique, Athènes |

| JP 2004 - groupe | Argentine | 3 - 0 | France |                             |
|                  |           |       |        | Complexe olympique, Athènes |

| JP 2004 - groupe | Espagne | 2 - 0 | France |                             |
|                  |         |       |        | Complexe olympique, Athènes |

| JP 2004 - groupe | Grèce | 2 - 2 | France |                             |
|                  |       |       |        | Complexe olympique, Athènes |

| JP 2004 - groupe | France | 2 - 1 | Corée du Sud |                             |
|                  |        |       |              | Complexe olympique, Athènes |

| JP 2004 - 5e place | France | 3 - 1 | Corée du Sud |                             |
|                    |        |       |              | Complexe olympique, Athènes |

Tournoi de football à 5 aux Jeux paralympiques d'été de 2012 de Londres
| JP 2012 - groupe B    | Brésil       | 0 - 0 | France |                                                                             |                                                                             |
| 31 août 2012 9 h CEST | da Silva 48e |       |        | Riverbank Arena, Londres Spectateurs : 1 202 Arbitrage : Mariano Travaglino | Riverbank Arena, Londres Spectateurs : 1 202 Arbitrage : Mariano Travaglino |
| 31 août 2012 9 h CEST | Rapport      |       |        | Riverbank Arena, Londres Spectateurs : 1 202 Arbitrage : Mariano Travaglino | Riverbank Arena, Londres Spectateurs : 1 202 Arbitrage : Mariano Travaglino |

| JP 2012 - groupe B         | France  | 0 - 0 | Chine |                                                                         |                                                                         |
| 2 septembre 2012 11 h CEST |         |       |       | Riverbank Arena, Londres Spectateurs : 1 554 Arbitrage : Paul Leversuch | Riverbank Arena, Londres Spectateurs : 1 554 Arbitrage : Paul Leversuch |
| 2 septembre 2012 11 h CEST | Rapport |       |       | Riverbank Arena, Londres Spectateurs : 1 554 Arbitrage : Paul Leversuch | Riverbank Arena, Londres Spectateurs : 1 554 Arbitrage : Paul Leversuch |

| JP 2012 - groupe B         | France            | 1 - 0   | Turquie  |                                                                             |                                                                             |
| 4 septembre 2012 11 h CEST | Labarre 4e (pen.) | (1 - 0) | Uslu 48e | Riverbank Arena, Londres Spectateurs : 1 421 Arbitrage : Mariano Travaglino | Riverbank Arena, Londres Spectateurs : 1 421 Arbitrage : Mariano Travaglino |
| 4 septembre 2012 11 h CEST | Rapport           |         |          | Riverbank Arena, Londres Spectateurs : 1 421 Arbitrage : Mariano Travaglino | Riverbank Arena, Londres Spectateurs : 1 421 Arbitrage : Mariano Travaglino |

| JP 2012 - demi-finale         | Espagne           | 0 - 2   | France            |                                                                        |                                                                        |
| 6 septembre 2012 13 h 30 CEST | Martín Gaitán 23e | (0 - 1) | Villeroux 23e 49e | Riverbank Arena, Londres Spectateurs : 1 796 Arbitrage : Lucio Morgado | Riverbank Arena, Londres Spectateurs : 1 796 Arbitrage : Lucio Morgado |
| 6 septembre 2012 13 h 30 CEST | Rapport           |         |                   | Riverbank Arena, Londres Spectateurs : 1 796 Arbitrage : Lucio Morgado | Riverbank Arena, Londres Spectateurs : 1 796 Arbitrage : Lucio Morgado |

| JP 2012 - finale              | France  | 0 - 2   | Brésil                                |                                                                             |                                                                             |
| 8 septembre 2012 15 h 45 CEST |         | (0 - 1) | Da Silva 22e (pen.) · Baron 42e (csc) | Riverbank Arena, Londres Spectateurs : 1 990 Arbitrage : Mariano Travaglino | Riverbank Arena, Londres Spectateurs : 1 990 Arbitrage : Mariano Travaglino |
| 8 septembre 2012 15 h 45 CEST | Rapport |         |                                       | Riverbank Arena, Londres Spectateurs : 1 990 Arbitrage : Mariano Travaglino | Riverbank Arena, Londres Spectateurs : 1 990 Arbitrage : Mariano Travaglino |

Tournoi de football à 5 aux Jeux paralympiques d'été de 2020 de Tokyo
| JP 2020 - groupe A | Japon                                  | 4 - 0   | France |                               |                               |
| 29 août 2021 9h00  | Kuroda 4e 9e · Kawamura 19e 27e (pen.) | (3 - 0) |        | Aomi Urban Sports Park, Tokyo | Aomi Urban Sports Park, Tokyo |
| 29 août 2021 9h00  | Rapport                                |         |        | Aomi Urban Sports Park, Tokyo | Aomi Urban Sports Park, Tokyo |

| JP 2020 - groupe A | Chine   | 1 - 0   | France |                               |                               |
| 30 août 2021 9h00  | Zhu 37e | (0 - 0) |        | Aomi Urban Sports Park, Tokyo | Aomi Urban Sports Park, Tokyo |
| 30 août 2021 9h00  | Rapport |         |        | Aomi Urban Sports Park, Tokyo | Aomi Urban Sports Park, Tokyo |

| JP 2020 - groupe A | France  | 0 - 4   | Brésil                                        |                               |                               |
| 31 août 2021 11h30 |         | (0 - 1) | 16e 26e (pen.) Mendes · 35e 39e Vieira Soares | Aomi Urban Sports Park, Tokyo | Aomi Urban Sports Park, Tokyo |
| 31 août 2021 11h30 | Rapport |         |                                               | Aomi Urban Sports Park, Tokyo | Aomi Urban Sports Park, Tokyo |

| JP 2020 - 7e place    | France        | 2 - 3   | Thaïlande                 |                               |                               |
| 2 septembre 2021 9h00 | Youme 29e 31e | (0 - 2) | 9e Baodee · 17e 27e Kupan | Aomi Urban Sports Park, Tokyo | Aomi Urban Sports Park, Tokyo |
| 2 septembre 2021 9h00 | Rapport       |         |                           | Aomi Urban Sports Park, Tokyo | Aomi Urban Sports Park, Tokyo |

Tournoi de football à 5 aux Jeux paralympiques d'été de 2024 de Paris
| JP 2024 - groupe A       | France    | 1 - 0 | Chine |                          |                          |
| 1er septembre 2024 20h30 | Youme 19e |       |       | Stade Tour Eiffel, Paris | Stade Tour Eiffel, Paris |
| 1er septembre 2024 20h30 | Rapport   |       |       | Stade Tour Eiffel, Paris | Stade Tour Eiffel, Paris |

| JP 2024 - groupe A     | France  | 0 - 3 | Brésil                                                            |                          |                          |
| 2 septembre 2024 20h30 |         |       | 14e Steinmetz Alves · 15e (pen.) Vieira Soares · 27e Alves Mendes | Stade Tour Eiffel, Paris | Stade Tour Eiffel, Paris |
| 2 septembre 2024 20h30 | Rapport |       |                                                                   | Stade Tour Eiffel, Paris | Stade Tour Eiffel, Paris |

| JP 2024 - groupe A     | Turquie | 0 - 2 | France                   |                          |                          |
| 3 septembre 2024 20h30 |         |       | 5e Villeroux · 20e Baron | Stade Tour Eiffel, Paris | Stade Tour Eiffel, Paris |
| 3 septembre 2024 20h30 | Rapport |       |                          | Stade Tour Eiffel, Paris | Stade Tour Eiffel, Paris |

| JP 2024 - demi-finale  | Colombie | 0 - 1 | France        |                          |                          |
| 5 septembre 2024 17h30 |          |       | 26e Villeroux | Stade Tour Eiffel, Paris | Stade Tour Eiffel, Paris |
| 5 septembre 2024 17h30 | Rapport  |       |               | Stade Tour Eiffel, Paris | Stade Tour Eiffel, Paris |

| JP 2024 - finale       | France                     | 1 - 1 3 - 2 t. a. b. | Argentine                  |                          |                          |
| 7 septembre 2024 20h00 | Villeroux 12e              |                      | 12e Espinillo              | Stade Tour Eiffel, Paris | Stade Tour Eiffel, Paris |
| 7 septembre 2024 20h00 | Rapport                    |                      |                            | Stade Tour Eiffel, Paris | Stade Tour Eiffel, Paris |
| 7 septembre 2024 20h00 | Arezki · Baron · Villeroux | Tirs au but 3 - 2    | Espinillo · Rios · Heredia | Stade Tour Eiffel, Paris | Stade Tour Eiffel, Paris |

## Structuration

### Gestion
En France, le cécifoot et ses sélections sont sous le giron de la Fédération française handisport (FFH). En 2015, un parrainage est en place avec la Fédération française de football qui met à disposition un technicien, Lucas Ignatowicz, pour les échéances internationales. Pour cette discipline, la FFH a une délégation du ministère des sports qui lui alloue un budget (150 000 euros en 2014).

### Différentes équipes de France
Les équipes de France B1 et B2/B3 sont créées dès 1998 et la reconnaissance officielle du cécifoot en France.
L'équipe B1, seule catégorie ouverte aux Jeux paralympiques, est destinée aux non-voyants.
En janvier 2019, la sélection B1 espoir est mise en place afin de détecter les futurs talents du cécifoot national et d’assurer la relève de l’équipe de France sénior. 

## Personnalités

### Encadrement
| Période     | Nom              |
| ----------- | ---------------- |
| 1998 à 2013 | Toussaint Akpweh |
| 2013 à 2018 | ?                |
| depuis 2018 | Toussaint Akpweh |

Julien Zéléla introduit le cécifoot en France en 1987 et devient directeur sportif national de 1998 à 2018.
De la création de l'équipe en 1998 au titre paralympique en 2012, Toussaint Akpweh est sélectionneur de l'équipe de France. Il mène auparavant la sélection aux titres européens 2009 et 2011 et fait partie des bons résultats français. Des désaccords fédéraux le poussent vers la sortie après la médaille d'argent aux Jeux de 2012. Akpweh souhaite en effet voir le cécifoot quitter la Fédération française handisport (FFH) et soit reconnu par la FIFA et réalise un dossier en ce sens, ce qui ne plaît pas à l'instance. Le départ de ce dernier, également chargé du club de Bordeaux, entraîne le retrait de tous les internationaux bordelais, dont celui de Frédéric Villeroux. Toussaint Akpweh effectue son retour avant les Mondiaux 2018 mais ne peut éviter l'avant-dernière place. Son équipe de France est ensuite finaliste du Championnat d'Europe 2019 et qualifiée pour les Jeux paralympiques de Tokyo. 
Charly Simo, l'actuel directeur sportif et manager de la performance, arrive en 2018 comme directeur sportif et apporte une nouvelle dynamique, notamment avec la reformulation /structuration des championnats de France B1 et B2/B3 , la création de l'équipe nationale espoir et une dynamisation des séniors de l'équipe de France qui tend vers le professionnalisme . Une nouvelle dynamique insufflée par cet ancien professionnel de football , montée en puissance qui se matérialise par une refonte profonde de l'équipe , des nouveaux principes de management . Sous son ère , la France se qualifie aux jeux de Tokyo contre toute attente en finissant vice champion d'Europe 2019 , gagne l'Euro 2022 à Pescara (Italie) puis se qualifie au Mondial 2023 de Birmingham. Sans oublier la qualification sur le terrain aux jeux de Paris 2024. Charly Simo a été entraineur national de 2013 à 2015 avec une finale de coupe d'Europe perdue contre l'Espagne en 2013, synonyme de qualification au Mondial 2014 au Japon .

### Joueurs notables
Frédéric Villeroux est décrit comme l’un des tout meilleurs joueurs au monde. En retrait à la suite du désaccord fédéral après les Jeux de 2012, il revient en sélection en 2018. En 2021, il est capitaine des Bleus aux Jeux de Tokyo et entraîneur adjoint de la sélection espoirs. Aux Jeux de Paris 2024, il inscrit trois buts au total, d'abord face à la Turquie au premier tour (2-0), puis face à la Colombie en demi-finale (1-0), et enfin face à l'Argentine en finale (1-1, 3-2 aux t.a.b.), marquant également le dernier tir au but qui offre à la France sa première médaille d'or paralympique. 